# Mistrzostwa Świata w Tenisie Stołowym 1959
25. Mistrzostwa świata w tenisie stołowym odbyły się w dniach 27 marca–5 kwietnia 1959 roku w Dortmundzie. Zawody zostały zdominowane przez reprezentantów Japonii, którzy zwyciężyli w większości konkurencji. Na najwyższym stopniu podium stanęli też po raz pierwszy zawodnicy z Chin.

## Końcowa klasyfikacja medalowa
| Miejsce | Państwo            | Złoto | Srebro | Brąz | Razem |
| ------- | ------------------ | ----- | ------ | ---- | ----- |
| 1       | Japonia            | 6     | 3      | 1    | 10    |
| 2       | Chiny              | 1     | 0      | 5    | 6     |
| 3       | Węgry              | 0     | 2      | 3    | 5     |
| 4       | Czechosłowacja     | 0     | 1      | 0    | 1     |
| 4       | Korea Południowa   | 0     | 1      | 0    | 1     |
| 6       | Anglia             | 0     | 0      | 1    | 1     |
| 6       | Szwecja            | 0     | 0      | 1    | 1     |
| 6       | Stany Zjednoczone  | 0     | 0      | 1    | 1     |
| 6       | Wietnam Południowy | 0     | 0      | 1    | 1     |

## Medaliści
| Konkurencja:               | Złoto:                        | Srebro:                            | Brąz:                                                   |
| gra pojedyncza kobiet      | Kimiyo Matsuzaki              | Fujie Eguchi                       | Qiu Zhonghui Éva Kóczián                                |
| gra pojedyncza mężczyzn    | Rong Guotuan                  | Ferenc Sidó                        | Richard Miles Ichiro Ogimura                            |
| gra podwójna kobiet        | Taeko Namba Kazuko Yamaizumi  | Fujie Eguchi Kimiyo Matsuzaki      | Ann Haydon Diane Rowe Qiu Zhonghui Sun Meiying          |
| gra podwójna mężczyzn      | Teruo Murakami Ichiro Ogimura | Ladislav Štípek Ludvik Vyhnanovsky | Zoltán Berczik Laszlo Foldy Hans Alsér Ake Rakell       |
| gra mieszana               | Ichiro Ogimura Fujie Eguchi   | Kimiyo Matsuzaki Teruo Murakami    | Wang Chuanyao Sun Meiying Zoltán Berczik Gizella Lantos |
| konkurs drużynowy mężczyzn | Japonia                       | Węgry                              | Chiny · Wietnam Południowy                              |
| konkurs drużynowy kobiet   | Japonia                       | Korea Południowa                   | Chiny                                                   |